# ニコラオス・ヴォコス
ニコラオス・ヴォコス（Nikolaos Vokos、ギリシャ語表記: Νικόλαος Βώκος、1854年 - 1902年8月7日）は、ギリシャの画家である。ギリシャ独立後にドイツのミュンヘンで美術を学んだ「ギリシャ・ミュンヘン派」 と呼ばれる画家の一人である。魚介を描いた静物画などを描いた。

## 略歴
ギリシャ海軍の軍港のあるイドラ島で生まれた。祖父はギリシャ独立戦争中の1825年にエジプト海軍の基地アレクサンドリア襲撃で英雄となった海軍提督のアンドレアス・ヴォコス・ミアオウリス(Andreas Vokos Miaoulis; 1768-1835) で、父親のエンマヌイル・ミアオウリス(Emmanouil Miaoulis: 1812-1871)も海軍士官であった。 ニコラオス・ヴォコスも士官学校で短期間学んだが、美術の道を選び、祖父からの通称のミアオウリスを名乗らずヴォコスの姓で活動した。
アテネの美術学校で学んだ後、ミュンヘンに移り、ミュンヘン美術院でニコラオス・ギジスやルートヴィヒ・フォン・レフツ、アンドレアス・ミューラーに学んだ。卒業後も16年間ほどミュンヘンで活動した後、重病になってギリシャに帰国し、アテネのパライオ・ファリロ(Palaio Faliro)で48歳で亡くなった。
肖像画や風俗画んも描いたが、魚介を描いた静物画を多く描いた 。作品はバイエルン王国の摂政、ルイトポルト・フォン・バイエルンに買い上げられたものもある。

## 作品

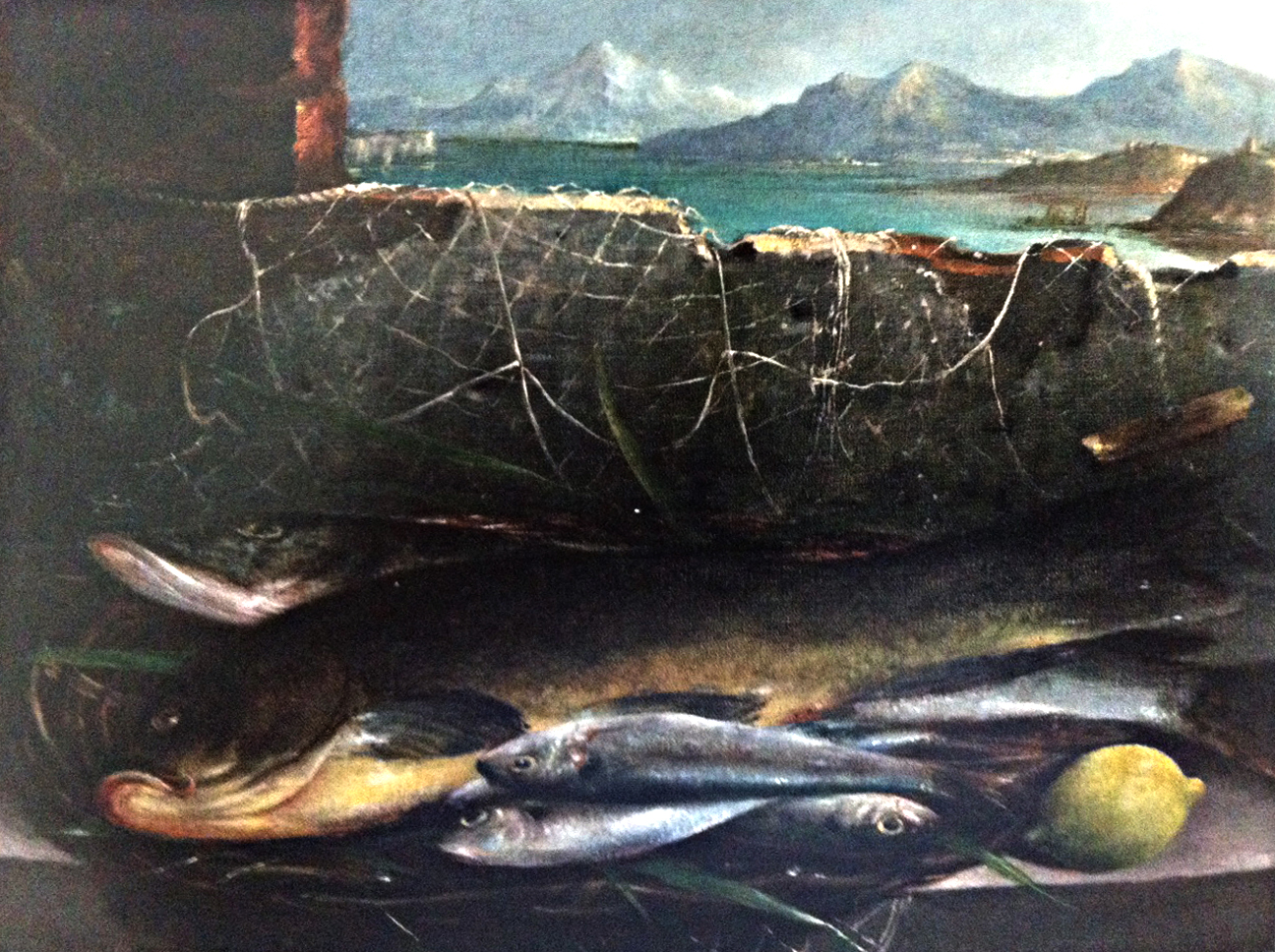
魚のある静物画、個人蔵
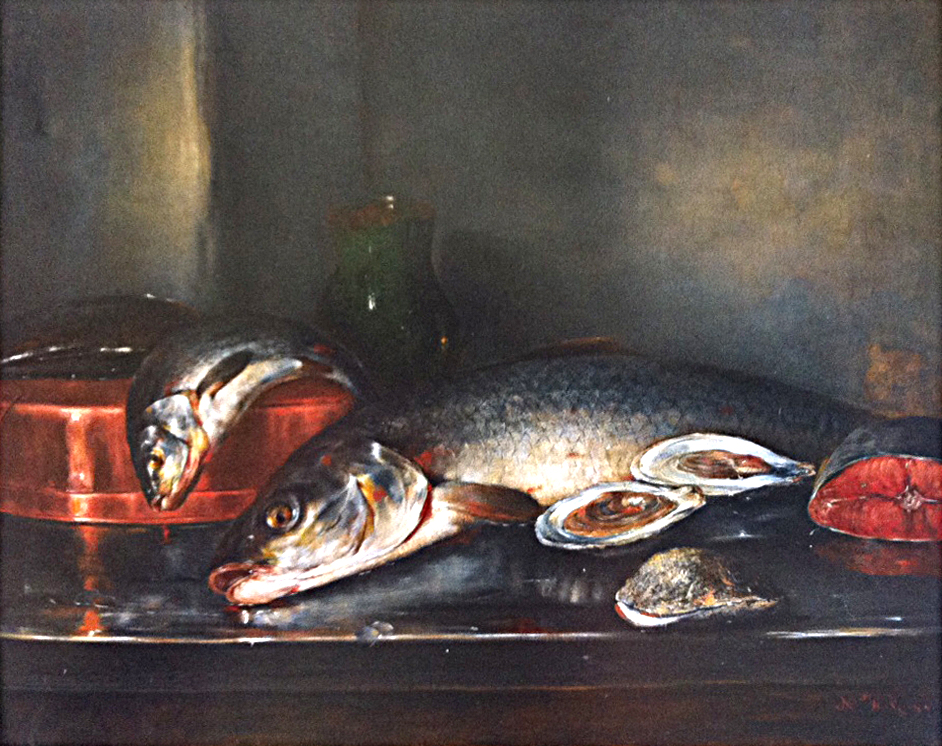
魚のある静物画、個人蔵
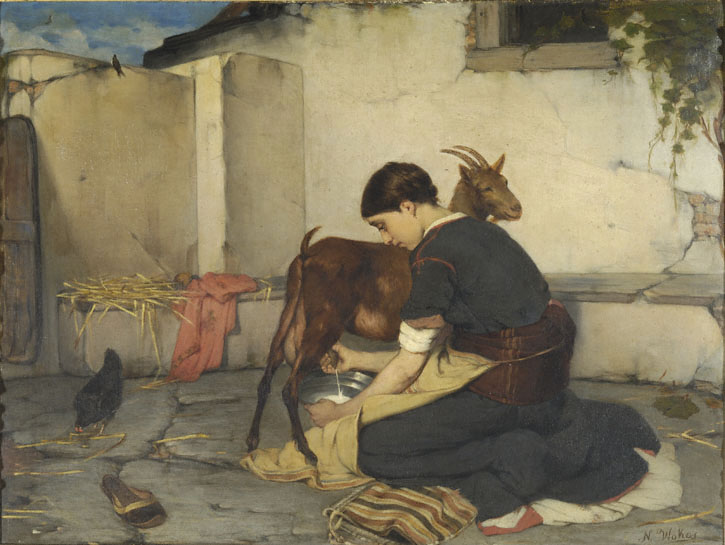
山羊の乳しぼり
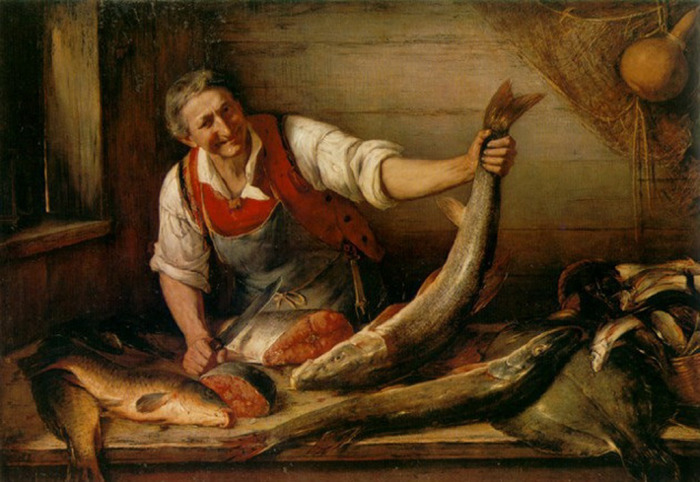
魚売り